# Käbelicksee
Der Käbelicksee ist ein See auf dem Gebiet der Gemeinde Kratzeburg des Landkreises Mecklenburgische Seenplatte in Mecklenburg-Vorpommern. Er gliedert sich in ein tieferes, weniger gegliedertes Nordbecken und ein flacheres, stärker gegliedertes Südbecken, das auch über zwei kleinere Inseln verfügt. Die beiden Becken werden durch eine größere Halbinsel voneinander getrennt. Die Länge des Sees beträgt rund 2500 Meter, die Breite bis zu 1500 Meter. Am Nordufer liegt der Ort Kratzeburg, am Westufer der Kratzeburger Ortsteil Dalmsdorf, am Ostufer befindet sich ein Zeltplatz. Der See hat eine sehr gute Wasserqualität und ist Ausgangspunkt für Wasserwanderungen im Neustrelitzer Gebiet.

## Name
Der Käbelicksee wurde als Cobolc 1257 erstmals urkundlich erwähnt. Der Name leitet sich vom niedersorbischen Wort kobołk für „Knoblauch“ ab.

## Zugang
Die Region um den Käbelicksee ist durch einen gut 12 km langen Rundwanderweg erschlossen. Dieser beginnt an der Nationalparkinformation in Kratzeburg und führt durch die westlich des Sees gelegene Ortschaft Granzin.

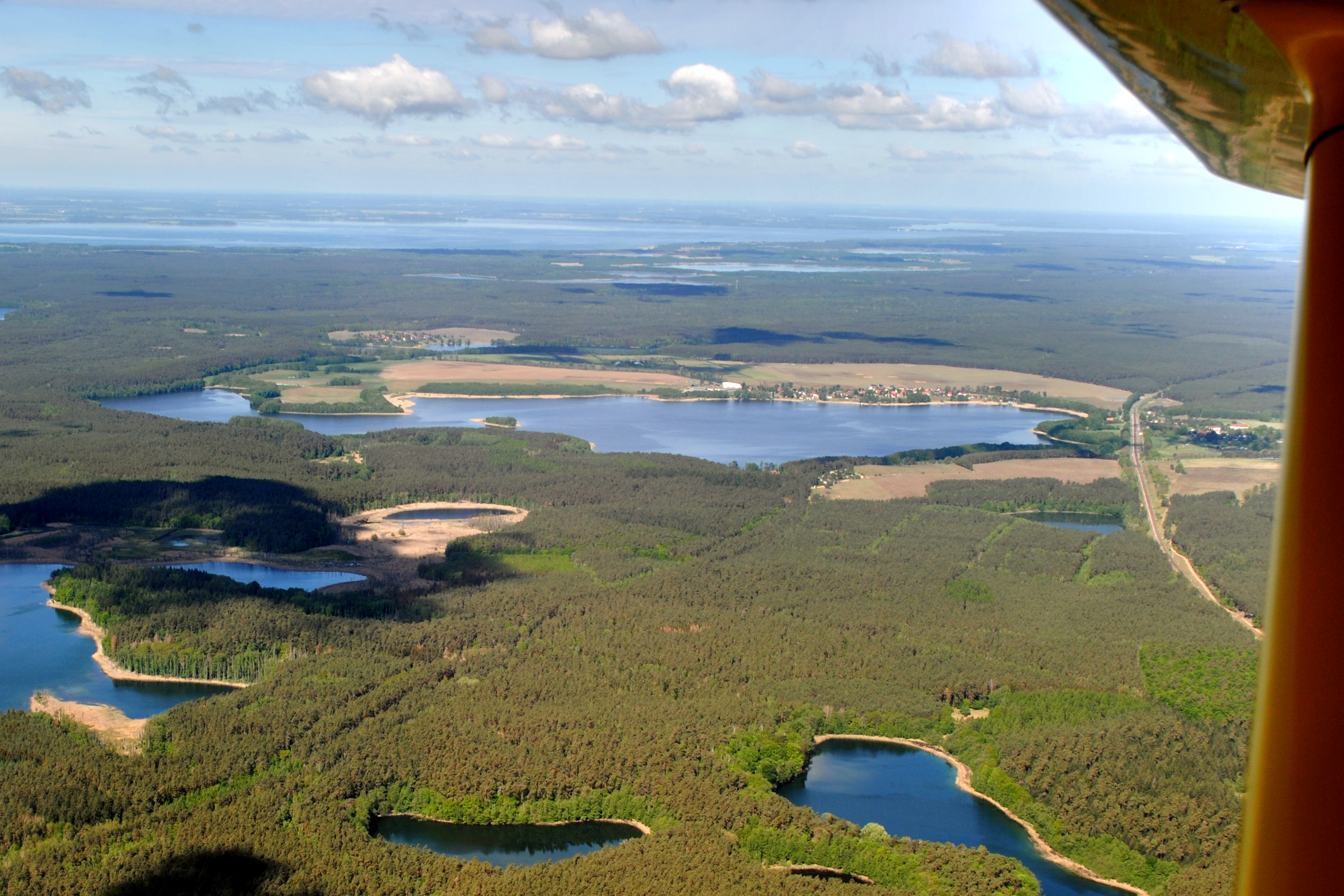
Käbelicksee aus Richtung O